# Communauté de communes du Pays de Saint-Félicien
La communauté de communes du Pays de Saint-Félicien est une ancienne communauté de communes française, située dans le département de l'Ardèche en région Auvergne-Rhône-Alpes.

## Historique
Le schéma départemental de coopération intercommunale prévoyait la fusion avec les communautés de communes du Pays de Lamastre et du Val d'Ay. Cette fusion est obligatoire, non pas en raison du classement en zone de montagne, ni de sa densité (égale à celle de la communauté de communes du Pays de Lamastre), mais de sa population inférieure à 5 000 habitants (population municipale de 3 823 habitants en 2012). Les trois structures intercommunales « présentent une unité de territoire, située en totalité en zone de montagne, d'altitude similaire, présentant une unité de plateau ». Cette fusion est confirmée en mars 2016, sauf modification intervenue avant juin 2016.
A la suite d'un amendement déposé par le président de la communauté de communes du Pays de Saint-Félicien, celle-ci a finalement fusionné au 1er janvier 2017 avec les Communautés de communes Hermitage-Tournonais et du Pays de l'Herbasse, pour former Arche Agglo.

## Territoire communautaire

### Géographie
La communauté de communes est située au nord du département de l'Ardèche, dans l'arrondissement de Tournon-sur-Rhône.
Elle n'est couverte par aucun schéma de cohérence territoriale.

### Composition
Elle était composée des sept communes suivantes :
| Nom                    | Code Insee | Gentilé     | Superficie (km2) | Population (dernière pop. légale) | Densité (hab./km2) |
| ---------------------- | ---------- | ----------- | ---------------- | --------------------------------- | ------------------ |
| Saint-Félicien (siège) | 07236      | San-Farcios | 21,44            | 1 172 (2014)                      | 55                 |
| Arlebosc               | 07014      | Arleboscois | 12,35            | 328 (2014)                        | 27                 |
| Bozas                  | 07039      |             | 12,50            | 245 (2014)                        | 20                 |
| Colombier-le-Vieux     | 07069      |             | 15,49            | 662 (2014)                        | 43                 |
| Pailharès              | 07170      | Pailherous  | 19,69            | 265 (2014)                        | 13                 |
| Saint-Victor           | 07301      |             | 31,88            | 947 (2014)                        | 30                 |
| Vaudevant              | 07335      | Vaudavins   | 12,46            | 198 (2014)                        | 16                 |

### Démographie
| 1968  | 1975  | 1982  | 1990  | 1999  | 2008  | 2013  |
| ----- | ----- | ----- | ----- | ----- | ----- | ----- |
| 4 414 | 3 764 | 3 690 | 3 673 | 3 612 | 3 869 | 3 823 |

Les sept communes formant la structure intercommunale ont enregistré une forte baisse de la population depuis le début du XXe siècle, avec une population deux fois moins élevée qu'en 1846. Toutefois, l'augmentation de la population (à partir de 1999) « cache une baisse du nombre d'enfants, d'adolescents et d'adultes de moins de 45 ans », expliquant ainsi la population vieillissante, bien plus âgée que celle de la France à dominante rurale.
Par ailleurs, les indicateurs démographiques montrent un solde naturel négatif (– 23 ‰ entre 1968 et 1975). Le solde migratoire positif à partir de 1999 permet à la communauté de communes de gagner plus de deux cents habitants,.

### Économie

#### Agriculture
En 2010, la communauté de communes comptait 17 % d'emplois dans le secteur de l'agriculture, alors en pleine mutation, où les surfaces agricoles représentent encore plus de la moitié du territoire, malgré une baisse de la surface agricole utile de plus de 11 % entre 2000 et 2010 sur l'ensemble des communes (sauf Saint-Félicien). Par ailleurs, le nombre d'exploitations agricoles a diminué de plus de la moitié (188 en 2010 contre 430 en 1988).

#### Emploi
En 2010, la communauté de communes comptait 1 657 actifs, soit 43 % de la population, inférieure à celle de l'Ardèche et de la France. Le taux d'activité des 15-64 ans est proche de la moyenne nationale (72,3 % contre 71,7 %) et départementale (71,1 %).
La structure comptait 1 095 emplois, dont 70 % sont des emplois salariés.

#### Entreprises et commerces
La structure intercommunale compte trois entreprises totalisant plus de cent emplois en 2014.
Chaque commune compte au moins un commerce, permettant aux commerçants « [de vivre] de leur activité » par rapport à la situation géographique vis-à-vis de la vallée du Rhône et d'Annonay (il n'est, en revanche, pas raisonnable d'implanter une grande surface).

#### Tourisme
La moitié des hébergements touristiques concernent des campings. Il n'existe aucun hôtel. L'activité touristique domine en été, néanmoins l'accueil hors saison est plus restreint et « inadapté pour les cyclotouristes ».

## Administration

### Siège
La communauté de communes siège à Saint-Félicien.

### Les élus
La communauté de communes est gérée par un conseil communautaire composé de 18 membres représentant chacune des communes membres.
Ils sont répartis comme suit :
| Nombre de délégués | Communes                              |
| ------------------ | ------------------------------------- |
| 6                  | Saint-Félicien                        |
| 5                  | Saint-Victor                          |
| 3                  | Colombier-le-Vieux                    |
| 1                  | Arlebosc, Bozas, Pailharès, Vaudevant |

### Présidence
Le président de la communauté de communes est élu par le conseil communautaire.
| Période                                  | Période  | Identité          | Étiquette | Qualité |
| ---------------------------------------- | -------- | ----------------- | --------- | ------- |
| Les données manquantes sont à compléter. |          |                   |           |         |
|                                          | 2014     | Alain Reynaud     |           |         |
| 2014                                     | En cours | Jean-Paul Chauvin |           |         |

En 2014, celui-ci a élu Jean-Paul Chauvin (élu à Saint-Félicien) et désigné des vice-présidents, lesquels forment ensemble l'exécutif de l'intercommunalité pour le mandat courant jusqu'à la disparition de la structure intercommunale.

### Compétences
L'intercommunalité exerce des compétences qui lui sont déléguées par les communes membres.
- Développement économique : création[Note 1], aménagement, entretien et gestion de zones d'activité industrielle, commerciale, tertiaire, artisanale ou touristique, actions de développement économique
- Aménagement de l'espace : schémas de cohérence territoriale et de secteur, création et réalisation de zones d'aménagement concerté[Note 1], transports scolaires
- Production et distribution d'énergie
- Environnement et cadre de vie : assainissement non collectif, collecte et traitement des déchets ménagers et assimilés
- Développement et aménagement social et culturel : activités péri-scolaires, culturelles ou socio-culturelles, sportives
- Création, aménagement et entretien de la voirie
- Tourisme
- Programme local de l'habitat

### Régime fiscal et budget
La communauté de communes applique la fiscalité professionnelle unique.